# Iris savannarum
Iris savannarum är en irisväxtart som beskrevs av John Kunkel Small. Iris savannarum ingår i släktet irisar, och familjen irisväxter. Inga underarter finns listade i Catalogue of Life.